# エイドリアン・ストリート
"エキゾチック" エイドリアン・ストリート（"Exotic" Adrian Street、本名：Adrian Emrys Street、1940年12月5日 - 2023年7月24日）は、サウス・ウェールズ出身のプロレスラー。
イギリスで活動後、1980年代にアメリカに渡り、ゲイをギミックとしたペイントレスラーに変身。異色のヒールとして太平洋岸や南部を中心に活躍した。

## 来歴

### イギリス時代
少年時代からボディビルディングで体を鍛え上げ、その肉体美と容貌を買われ雑誌のモデルにも起用されていた。ロンドンのYMCAにてレスリングのトレーニングを積み、1957年8月8日、憧れていたドン・レオ・ジョナサンにあやかったキッド・ターザン・ジョナサン（Kid Tarzan Jonathan）のリングネームで16歳でデビュー。
その後、"ネイチャー・ボーイ" エイドリアン・ストリート（"Nature Boy" Adrian Street）を名乗り、バディ・ロジャースに影響を受けた金髪ヒールとして、1960年代から1970年代にかけてデール・マーティンズ・プロモーションズ（ジョイント・プロモーションズ系列）を主戦場に活動した。
1970年代前半は同タイプのボビー・バーンズとのタッグチーム、ヘルズ・エンジェルズ（The Hells Angels）でも活躍し、ロイ&トニー・セント・クレアーのセンセーショナル・セインツなどと抗争。エンジェルズ解散後は1976年と1979年に世界ミドル級王座を獲得している。
1981年に英国を離れ、スチュ・ハートの主宰するカナダ・カルガリーのスタンピード・レスリングや、オットー・ワンツの主宰するドイツ・オーストリアのCWA（キャッチ・レスリング・アソシエーション）など海外に進出。CWAではスティーブ・ライトやミレ・ツルノと対戦した。

### アメリカ時代
1982年、"エキゾチック" エイドリアン・ストリート（"Exotic" Adrian Street）のリングネームでカリフォルニア州ロサンゼルスのNWAハリウッド・レスリングに登場。妻のミス・リンダ（Miss Linda）をマネージャーに従え、けばけばしい化粧とピッグテール風の髪型というヘアメイクを施し、試合中もリング内をスキップして周り、対戦相手やレフェリーの尻を愛撫してキスを迫るなど、ゲイ・ギミックのキャラクターを確立する。
同年3月14日にはスウィート・ブラウン・シュガーからNWAアメリカス・ヘビー級王座を奪取。タッグでは "ダイヤモンド" ティモシー・フラワーズと組み、5月にクリス・アダムス&リンゴ・リグビー、8月にマンド・ゲレロ&ヘクター・ゲレロを破り、アメリカス・タッグ王座を2度獲得した。ロサンゼルス地区の総本山だったオリンピック・オーディトリアムでは、"The Battle of the Undefeated" と銘打たれたミル・マスカラスとのシングルマッチも行われている。
1982年末からはテネシー州メンフィスのCWAに参戦。ジム・コルネットの指揮するヒール軍団「コルネット・ダイナスティ」に加入して、スコットランド出身のビル・ダンディーを相手に抗争を繰り広げた。1983年はフロリダのCWF（チャンピオンシップ・レスリング・フロム・フロリダ）に進出し、イライジャ・アキームをボディーガードに従えてダスティ・ローデスと抗争を展開。エキゾチック・エイドリアンのキャラクターは、ローデスの息子のゴールダストにも大きな影響を与えた。
1984年はテキサス州サンアントニオのSCW（サウスウエスト・チャンピオンシップ・レスリング）を経て、ドリー・ファンク・ジュニアの招きでNWAミッドアトランティック地区のジム・クロケット・プロモーションズに参戦。フロリダでのローデスとの遺恨試合を再現し、ワフー・マクダニエルやジミー・バリアントとも抗争した。一時ベビーフェイスに転向して彼らとタッグを組んだが、再びヒールターンしてビル・ワット主宰のMSWAに登場。1984年9月26日にテリー・テイラーを破りミッドサウスTV王座を獲得した。同年の末からはメンフィスのCWAに戻り、ランディ・サベージとの抗争を開始した。
1985年下期よりアラバマのCCW（コンチネンタル・チャンピオンシップ・レスリング）に定着して、7月15日にオースチン・アイドルからNWAサウスイースタン・ヘビー級王座を奪取。翌1986年もノーベル・オースチンやウェンデル・クーリーと同王座を争い、1987年4月10日にダッチ・マンテルに敗れるまで、通算4回に渡って戴冠した。その後はリップ・タイラーがメキシコ湾岸のガルフ・コースト地区で旗揚げしたWOW（ワールド・オーガニゼーション・レスリング）に参戦。1991年はダラスのGWF（グローバル・レスリング・フェデレーション）に単発出場し、バディ・ランデルやキング・パーソンズ、そして彼のギミックの後継者でもあるリップ・ロジャースらと対戦した。

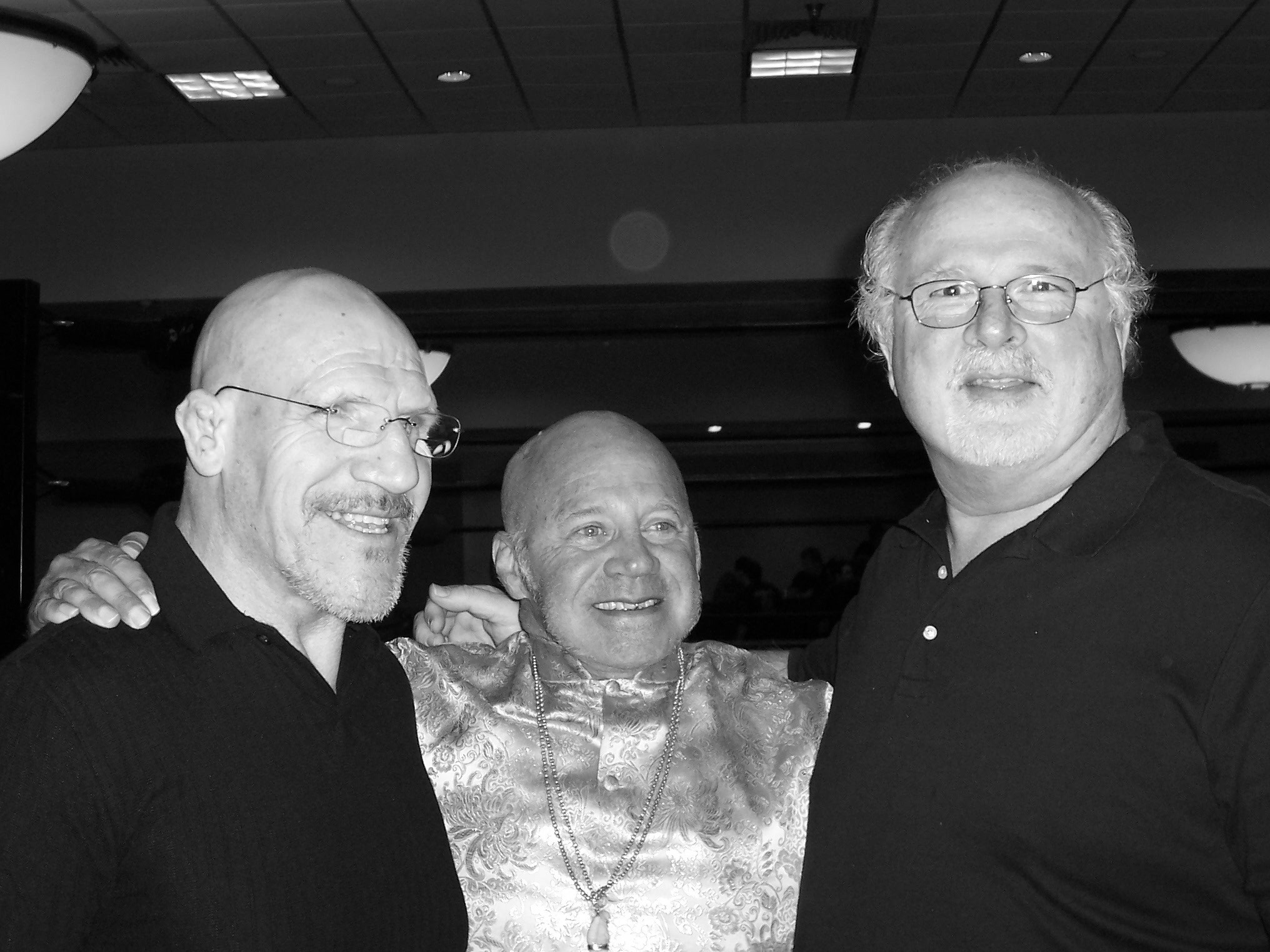
左からブルーノ・サンマルチノ、ストリート、ビル・ワット（2005年）

引退後はフロリダ北部のガルフ・ブリーズに居住。以降もレジェンド選手のリユニオン・イベントやレセプションに顔を見せており、2005年からはアラバマのインディー団体NWAレッスル・バーミングハムにゲスト参戦して、チック・ドノバンなどと対戦した。また、プロレスラー養成所 "Skull Krushers Wrestling School" のトレーナーとして後進の指導に携わり、自身のデザインによるリングコスチュームの販売なども行った。
2019年にはドキュメンタリー映画 "You May Be Pretty, But I Am Beautiful: The Adrian Street Story" が公開された。

### 死去
2023年7月24日、ウェールズのグランジ大学病院において、大腸炎から発症した敗血症のため死去。82歳没。
2001年に癌を克服し、晩年に患った心臓病の問題も解決していたが、同月初めに脳卒中を起こして療養していたところ、慢性炎症性腸疾患である大腸炎を発症し、後に敗血症に発展したという。

## 追記

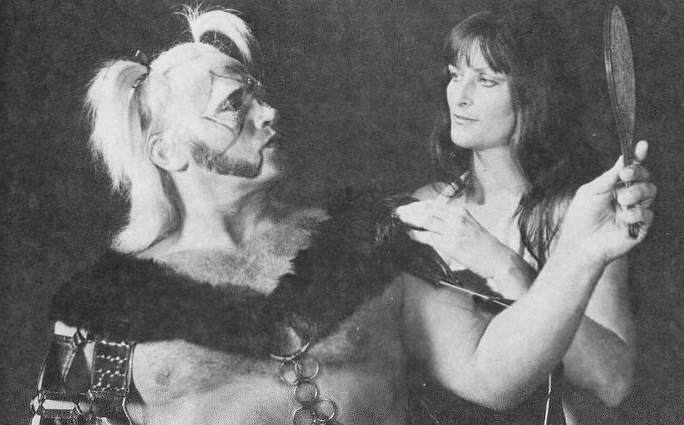
右はミス・リンダ（1983年）

- ゲイのキャラクターはあくまでもギミックで、実際の彼は異性愛者であり、マネージャーを務めていたミス・リンダこと妻のリンダ・バーバラ・ストリートは生涯の伴侶だった[2][9]。リンダは1973年に英国で女子プロレスラーとしてデビューし、ブラックフット・スー（Blackfoot Sioux）やエンジェル・ダスト（Angel Dust）などのリングネームで活動していた[8]。
- 1984年上期、ジョージア・チャンピオンシップ・レスリングでヒールのマネージャーを担当していたポール・エラリングは、ロード・ウォリアーズやジェイク・ロバーツらによるユニット「リージョン・オブ・ドゥーム」の新メンバーとして彼を勧誘したことがあるという[24]。
- "エキゾチック" エイドリアン・ストリートの出現は当時の日本のプロレス雑誌にもセンセーショナルに報じられ、テレビ東京のプロレス番組『世界のプロレス』でも試合映像が紹介された。異様な外見とは裏腹に正統派のレスリング技術を持っていたこともあり（ビリー・ライレー・ジム出身ともされていた）[25]、来日が待たれていたものの、日本マット参戦は実現しなかった。その後1990年代前半、日本テレビのバラエティ番組『世界まる見え! テレビ特捜部』の異色レスラー特集にスペシャル・ゲストとして出演、来日を果たしたことがある。
- 引退後はリングコスチュームの製作・販売でも成功している[9]。彼は現役選手時代から自身の衣装を自分でデザインしており、引退後もWWFのドインク・ザ・クラウンやデュード・ラブのコスチュームを手掛けた[21]。

## 得意技
- リップロック
- アームロック
- スリーパー・ホールド
- サイド・スープレックス
- クロス・ボディ

## 獲得タイトル
ジョイント・プロモーションズ
- 世界ミドル級王座（欧州版）：2回[6]

NWAハリウッド・レスリング
- NWAアメリカス・ヘビー級王座：1回[10]
- NWAアメリカス・タッグ王座：2回（w / ティモシー・フラワーズ）[12]

チャンピオンシップ・レスリング・フロム・フロリダ
- NWAフロリダ・ヘビー級王座：1回[26]

サウスウエスト・チャンピオンシップ・レスリング
- SCWジュニアヘビー級王座：1回[27]

ミッドサウス・レスリング・アソシエーション
- ミッドサウスTV王座：1回[17]

コンチネンタル・チャンピオンシップ・レスリング
- NWAサウスイースタン・ヘビー級王座：4回[18]

## マネージャー
- ミス・リンダ
- ジム・コルネット（CWA）
- J・J・ディロン（CWF）
- ジョナサン・ボイド（SCW）